# 7. Republika
7. Republika (7Rep) je zapsaný spolek nacionalisticky, konzervativně, meritokraticky pravicově orientovaných aktivistů v České republice.
Jde o první[zdroj⁠?!] spolek v České republice, deklaratorně se hlásící k myšlenkám alt-right a propagujícím je. Rovněž podporuje nacionalismus, zásluhovost v uplatnění občana, kritizuje imigraci a staví se proti islámu a neomarxismu. Název 7. Republika je odvozen od historického vývoje českých zemí po roce 1918, stejně jako je inspirovaný Charlesem de Gaullem a ustanovením Páté francouzské republiky.

## Historie
Myšlenka na vytvoření spolku 7. Republika se zrodila na sklonku roku 2016, v reakci na krizové situace uvnitř protiislámského a protiimigračního hnutí. Část aktivistů si uvědomila potřebu rozsáhlejšího ideového a aktivistického záběru celého hnutí. V lednu 2017 byla 7. Republika zaregistrována na ministerstvu vnitra a 27. ledna, u příležitosti soudu s ředitelkou Střední zdravotnické školy na Praze 10, v tzv. hidžábové aféře, byl spolek 7Rep vyhlášen jejími aktivisty.[zdroj⁠?!]

### Aktivity
27. ledna 2017 se členové spolku účastnili a aktivně podpořili žalovanou ředitelku Střední zdravotnické školy na Praze 10 v hidžábové aféře. Následně bylo uveřejněno video s vyjádřením k 7. Republice, které převzala česká a srbská média.
Dne 14. března 2017, na výročí okupace Čech a Moravy nacistickým Německem, představitelé 7Rep vyvěsili na sídlo spolkového kancléřství v Berlíně prohlášení ke 13. výročí členství České republiky v Evropské unii. Stalo se tak rovněž v roce 500. výročí vyvěšení tezí Martina Luthera na dveře katedrály ve Wittenbergu.
Ve volbách do Evropského parlamentu v roce 2019 a do Senátu na podzim 2020 vyslovil spolek podporu kandidátům hnutí SPD. Zhruba od roku 2018 spolek nevyvíjí žádnou viditelnou aktivitu.

## Ideové zaměření
7Rep se hlásí k myšlenkám konzervativně pravicových politiků jako je Charles de Gaulle, Andrew Breitbart, Marine Le Pen, ale i k méně tradičnímu proudu pravice alt-right, a deklaratorně k meritokratickým myšlenkám zásluhovosti podle schopností a úspěchů občana. Vyhlásila sedm tezí 7. Republiky spočívajících v ochraně identity, přežití národa, boji za svobodu jednotlivce a občana, v podpoře občanství, rozvoji hrdosti a vizí, stejně jako v odporu proti islámu, který sama označuje za totalitní ideologii jako nacismus a komunismus.[zdroj⁠?!] Mimo tyto názory má tento spolek i konkrétní představu, kam by měla Česká republika směřovat. Jednou z myšlenek je zavedení technokracie, která má depolitizovat státní správu. Dále také prosazuje odchod z Evropské unie a je otevřen obchodování s Čínou a Ruskem. Celkově však členové spolku nechtějí být závislí na žádném mocenském subjektu.
Spolek neusiluje o to stát se dominantní skupinou, či samostatným masovým politickým hnutím, ale spíše think-tankem šířícím myšlenky alt-right, meritokracie a ekonomického nacionalismu mezi občany České republiky.[zdroj⁠?!]

## Mezinárodní spolupráce
7Rep je v kontaktu s německou stranou Alternativa pro Německo a podporuje francouzskou Národní frontu.[zdroj⁠?!]

## Předsedové
| Rok             | Jméno          |
| --------------- | -------------- |
| 2019–současnost | Pavel Vopálka  |
| 2017–2019       | David Nepimach |

## Významní členové
- Pavel Vopálka, předseda spolku
- Martin Konvička, místopředseda spolku, entomolog
- Petr Hampl , podnikatel a sociolog